# Kabul
Kabul (AFI: pronuncia italiana: /kaˈbul/; Template:Perian/Pashtu کابل) è una città dell'Afghanistan orientale, capitale dello Stato nonché capoluogo dell'omonima provincia e dell'omonimo distretto. Si tratta della città più popolosa dell'Afghanistan, con una stima di circa 4,6 milioni di abitanti. Situata sulle rive dell'omonimo fiume in un fertile altopiano circondato dalle montagne dell'Hindu Kush, Kabul è tra le capitali del mondo più alte, con un'altitudine di 1791 m s.l.m. La rapida urbanizzazione l'ha altresì resa la 75ª città più popolosa al mondo nel 2017.
Di origine antichissima, seppur incerta, la città è menzionata nelle cronache almeno a partire dai tempi dell'Impero achemenide ed è posta in una posizione di primaria importanza sulle vie del commercio dell'Asia centrale e meridionale. Dopo il dominio achemenide la città passò sotto il dominio di diversi regni indo-greci, dell'Impero Kusana, dei Sasanidi e degli Eftaliti per poi esser conquistata dal califfato di Baghdad e in seguito dai Ghaznavidi. Occupata più volte dal Regno Unito nel corso del XIX secolo, la città divenne capitale del Regno dell'Afghanistan nel 1926, rimanendo tale anche nelle successive forme di governo assunte dal paese nel corso del XX e XXI secolo e iniziando una fase di forte sviluppo culturale, industriale e sociale.
Nell'ambito dell'invasione sovietica del 1979 la città fu al centro del conflitto e dopo la dissoluzione dell'Unione Sovietica rimase divisa sotto il controllo delle fazioni rivali che si contendevano il potere nel paese. Conquistata dai Talebani nel 1996, fu bombardata dalla NATO nel 2001 nell'ambito dell'invasione dell'Afghanistan, in risposta agli attentati dell'11 settembre negli Stati Uniti d'America e, posta sotto la custodia delle forze di pace, fu proclamata capitale della Repubblica Islamica dell'Afghanistan. Dopo la ritirata delle forze NATO portata avanti nel 2021, la città è stata riconquistata dai Talebani.

## Geografia fisica

### Territorio

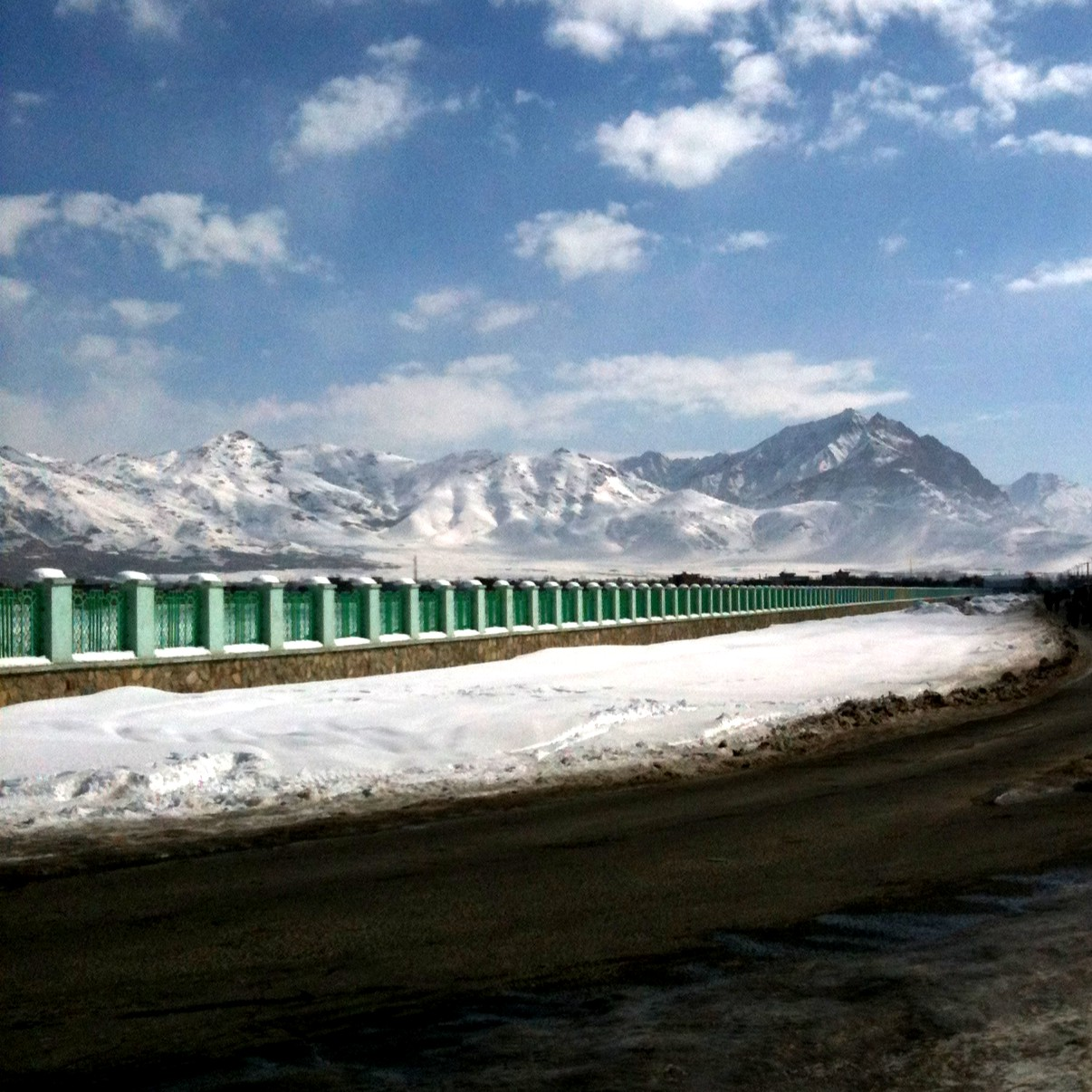
Veduta dei monti che circondano Kabul

Kabul è situata nella parte orientale dell'Afghanistan, in un fertile altipiano a 1791 metri sul livello del mare ed è circondata a sua volta da montagne (Khair Khana-e Shamali, Khwaja Rawash, Shakhi Baran Tey, Chihil Sutun, Qurugh, Khwaja Razaq e Sher Darwaza), tra l'Hindu Kush ed il fiume omonimo. Vi sono anche due montagne all'interno dell'area urbana ad ovest: il Koh-e Asamai (localmente nota come collina della televisione, perché vi si trovano i ripetitori della televisione nazionale) e l'Ali Abad. All'interno della città si trovano delle colline (chiamate tapa) come la Bibi Mahro e la Maranjan. Il fiume Logar si trova a sud di Kabul, unendosi al fiume Kabul non lontano dal centro cittadino.
Sulla riva destra del fiume Kabul che l'attraversa, si estende la città antica, sulla sinistra si sono sviluppati i quartieri moderni. L'area della città è di 1023 chilometri quadrati, il che la rende la più grande dell'intero stato. Kabul è posta grossomodo alla medesima distanza sia da Istanbul che da Hanoi.

### Clima
Secondo la classificazione climatica di Köppen, il clima di Kabul è di tipo continentale, semiarido con precipitazioni concentrate in inverno (quasi sempre nevicate) e in primavera. Le temperature sono più fredde se comparate a gran parte dei paesi dell'Asia sudoccidentale, fatto in gran parte dovuto all'elevazione geografica della città.
Le estati hanno un tasso minimo di umidità, e sono poco calde per via dei rilievi circostanti. L'autunno presenta pomeriggi caldi e serate più fredde. Gli inverni sono freddi, con gennaio che si qualifica il mese più rigido con temperature che giungono a -2 °C.
| Kabul (1956-1983)            | Mesi  | Mesi  | Mesi  | Mesi  | Mesi  | Mesi  | Mesi  | Mesi  | Mesi  | Mesi  | Mesi  | Mesi  | Stagioni | Stagioni | Stagioni | Stagioni | Anno    |
| Kabul (1956-1983)            | Gen   | Feb   | Mar   | Apr   | Mag   | Giu   | Lug   | Ago   | Set   | Ott   | Nov   | Dic   | Inv      | Pri      | Est      | Aut      | Anno    |
| ---------------------------- | ----- | ----- | ----- | ----- | ----- | ----- | ----- | ----- | ----- | ----- | ----- | ----- | -------- | -------- | -------- | -------- | ------- |
| T. max. media (°C)           | 4,5   | 5,5   | 12,5  | 19,2  | 24,4  | 30,2  | 32,1  | 32,0  | 28,5  | 22,4  | 15,0  | 8,3   | 6,1      | 18,7     | 31,4     | 22,0     | 19,6    |
| T. min. media (°C)           | −7,1  | −5,7  | 0,7   | 6,0   | 8,8   | 12,4  | 15,3  | 14,3  | 9,4   | 3,9   | −1,2  | −4,7  | −5,8     | 5,2      | 14,0     | 4,0      | 4,3     |
| T. max. assoluta (°C)        | 18,8  | 18,4  | 26,7  | 29,4  | 33,5  | 37,7  | 40,5  | 41,0  | 35,1  | 31,6  | 24,4  | 20,4  | 20,4     | 33,5     | 41,0     | 35,1     | 41,0    |
| T. min. assoluta (°C)        | −25,5 | −24,8 | −12,6 | −2,1  | 0,4   | 3,1   | 7,5   | 6,0   | 1,0   | −3,0  | −9,4  | −18,9 | −25,5    | −12,6    | 3,1      | −9,4     | −25,5   |
| Precipitazioni (mm)          | 34,3  | 60,1  | 67,9  | 71,9  | 23,4  | 1,0   | 6,2   | 1,6   | 1,7   | 3,7   | 18,6  | 21,6  | 116,0    | 163,2    | 8,8      | 24,0     | 312,0   |
| Giorni di pioggia            | 2     | 3     | 10    | 11    | 8     | 1     | 2     | 1     | 1     | 2     | 4     | 3     | 8        | 29       | 4        | 7        | 48      |
| Nevicate (cm)                | 7     | 6     | 3     | 0     | 0     | 0     | 0     | 0     | 0     | 0     | 0     | 4     | 17       | 3        | 0        | 0        | 20      |
| Giorni di neve               | 7     | 6     | 3     | 0     | 0     | 0     | 0     | 0     | 0     | 0     | 0     | 4     | 17       | 3        | 0        | 0        | 20      |
| Umidità relativa media (%)   | 68    | 70    | 65    | 61    | 48    | 36    | 37    | 38    | 39    | 42    | 52    | 63    | 67       | 58       | 37       | 44,3     | 51,6    |
| Ore di soleggiamento mensili | 177,2 | 178,6 | 204,5 | 232,5 | 310,3 | 353,4 | 356,8 | 339,7 | 303,9 | 282,6 | 253,2 | 182,4 | 538,2    | 747,3    | 1 049,9  | 839,7    | 3 175,1 |

## Etimologia
Kabul è indicata anche localmente e storicamente nelle varie lingue anche come Cabool, Cabol, Kabol o Cabul.
Kabul nella storia è divenuta nota con diversi nomi. Il significato del nome della città è sconosciuto, ma "certamente è pre-databile all'avvento dell'Islam quando era già un centro importante del potere nella rotta tra l'India ed il mondo ellenico". In sanscrito, era nota come Kubha, mentre gli autori greci antichi si riferiscono ad essa col nome di Kophen, Kophes o Koa. Il viaggiatore cinese Xuanzang (fl. VII secolo) chiamava la città Kaofu. Il nome "Kabul" venne dapprima destinato al fiume omonimo che scorge tra l'Hindu Kush ed il Sindh (attuale Pakistan). L'area è nota come Kabulistan. Alexander Cunningham (m. 1893) notò nel XIX secolo che Kaofu era il nome di cinque tribù Yuchi o Tukhari. Cunningam aggiunse che queste tribù diedero il nome alla città quando venne da loro occupata nel II secolo a.C. Questa supposizione sembra essere stata condivisa dallo storico afghano Mir Ghulam Mohammad Ghobar (1898–1978) il quale scrisse che nell'Avesta (il libro sacro dello zoroastrismo), Kabul è nota come Vaekereta, mentre alcuni greci in antichità si riferivano ad essa col nome di Ortospana ("Luogo alto"), che corrisponde alla parola sanscrita Urddhastana, pure utilizzata per definire la città di Kabul. Il geografo greco Tolomeo (morto nel 170 circa) indicò Kabul col nome di Καβουρα (Kabura).
Secondo una leggenda, un tempo Kabul sorgeva lungo le rive di un lago, al centro del quale si trovava l'"Isola della Felicità", dove viveva una gioiosa famiglia di musici. Sempre secondo il racconto, l'isola venne resa accessibile tramite la terraferma per ordine di un re che vi fece costruire un ponte ("pul" in persiano) realizzato con canne ("kah" in persiano). Pertanto secondo questa leggenda il nome di Kabul nacque dalla combinazione di queste due parole persiane, kah + pul. Il Concise Oxford Dictionary of World Place Names non sembra indicare come possibile l'idea che possa derivare dalla parola araba qbl che significa "incontro" o "ricevimento".
Ad ogni modo non si sa quando il nome "Kabul" venne dato alla città anche se esso divenne preminente dopo la distruzione di Kapisa e di altre città dell'attuale Afghanistan ad opera di Genghis Khan (c. 1162–1227) nel XIII secolo. Per la centralità della città nella regione, nonché per la sua importanza culturale come nesso tra gruppi etnici della regione, Kabul è divenuta nota col soprannome di "Parigi dell'Asa Centrale" sul finire del XX secolo.

## Storia

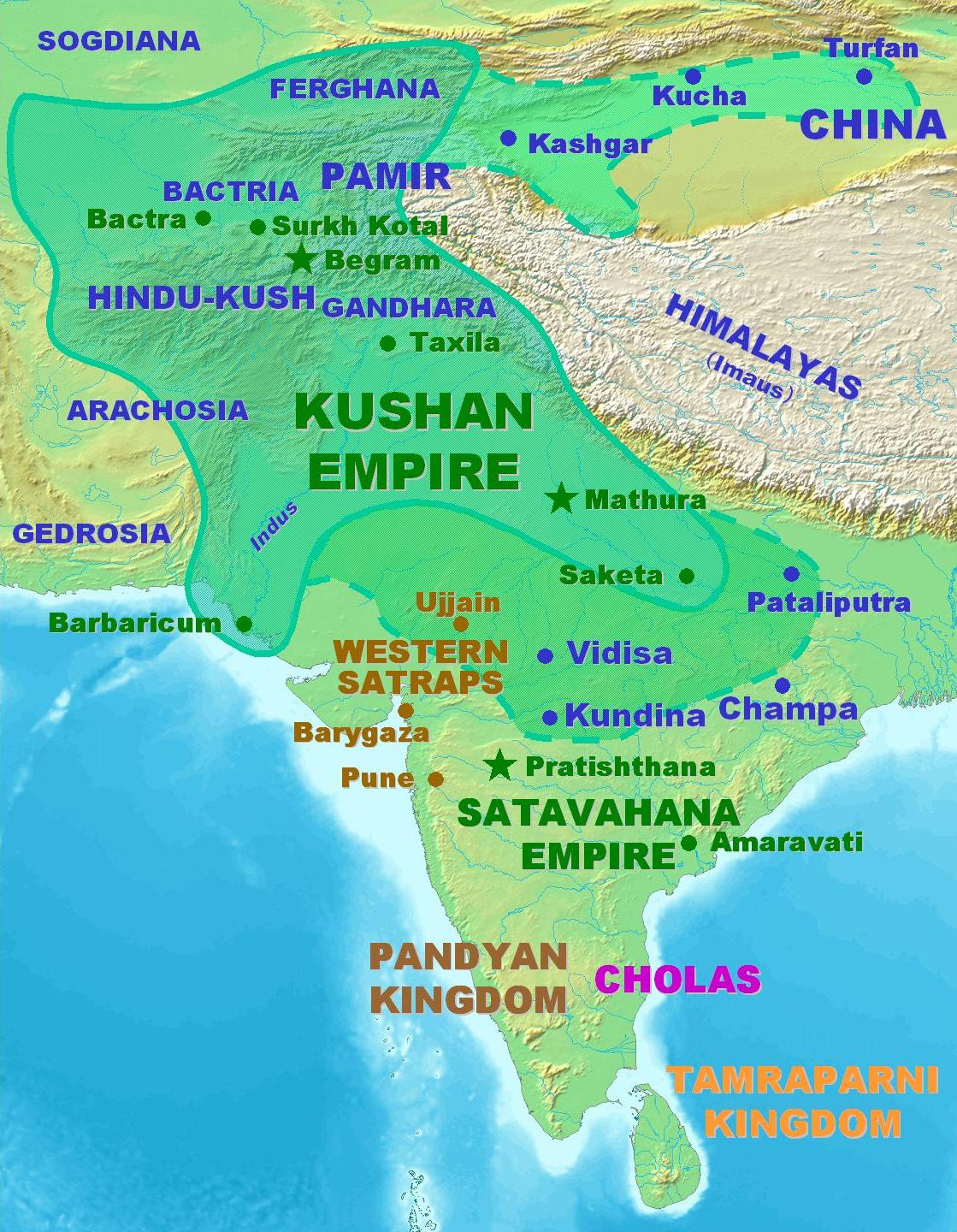
Mappa dell'Impero Kusana.

La parola "Kubhā" è menzionata nella Ṛgveda Saṃhitā (circa 1500-1200 a.C.), riferita al fiume Kabul. La Ṛgveda descrive Kabul come una città ideale, un paradiso immerso nelle montagne. La valle di Kabul fu amministrata dai Medi prima di cadere sotto il controllo degli Achemenidi; è infatti presente un riferimento di amministratori dell'Impero achemenide a un insediamento chiamato Kabura. Divenne allora un centro zoroastriano, buddista e infine induista. Dopo la battaglia di Gaugamela che portò alla fine dell'Impero achemenide, Alessandro Magno esplorò la valle del Kabul; sull'insediamento, considerato forse di dimensioni troppo ridotte, non vennero pubblicati scritti e/o annotazioni.
Alcuni storici attribuiscono l'origine di Kabul alla tribù Kamboja (Kamboj). Xuánzàng nominò la zona "Kaofu". Essa fu conquistata nel 45 d.C. dall'imperatore kusana Kujula Kadphises, che mantenne il controllo almeno fino al III secolo d.C. I componenti dell'impero erano di origine Tocari, parlavano lingue indoeuropee e provenivano dal bacino del Tarim. Intorno al 230 d.C. i Kushans furono sconfitti dai Sasanidi.

Durante il controllo sasanide la scrittura Pahlavi modificò il nome della città in "Kapul". La conquista islamica raggiunse l'attuale Afghanistan nel 642 d.C., quando Kabul era indipendente. 

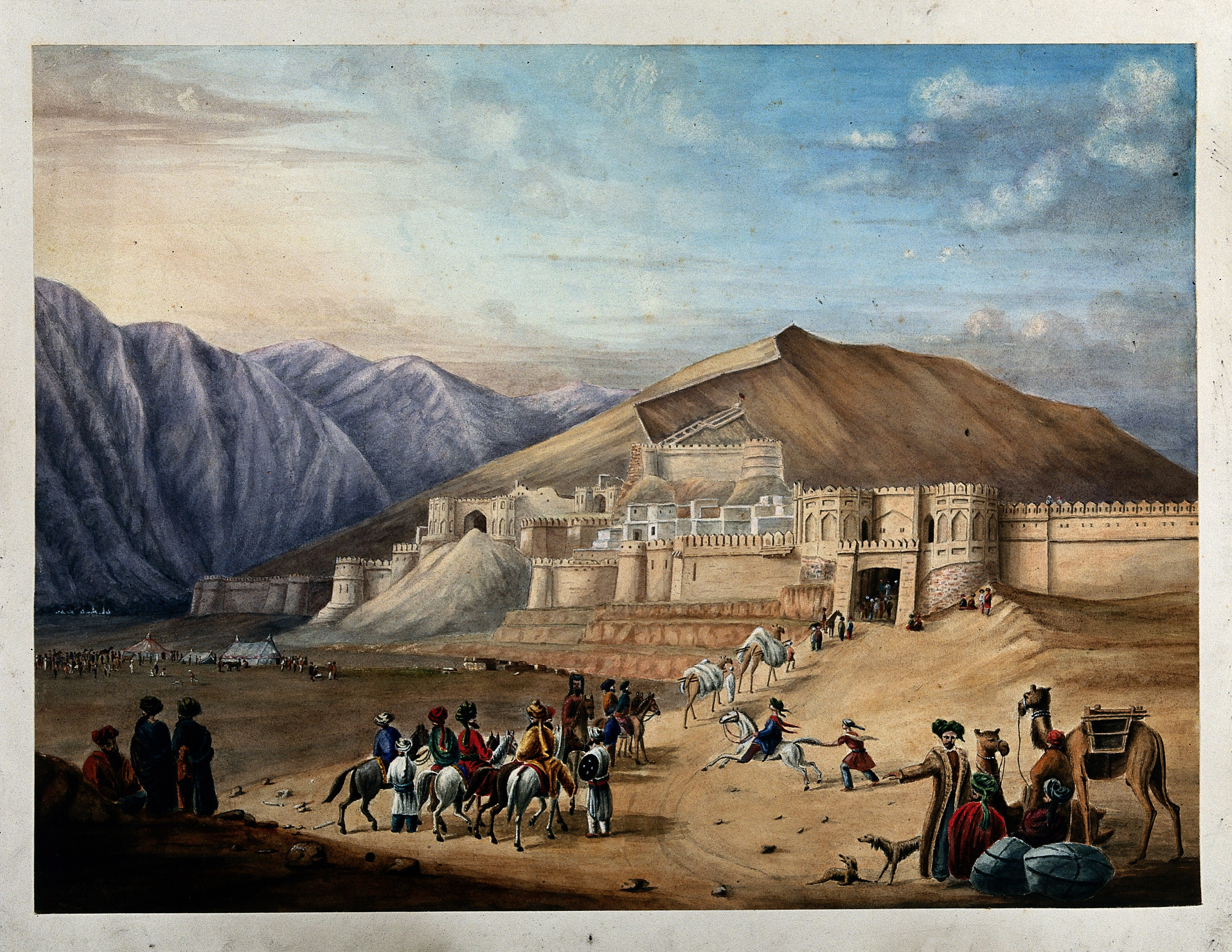
Le antiche mura di Kabul

 Nel XIII secolo venne attraversata dalle orde mongole. Nel secolo successivo, Kabul sorse nuovamente come centro di commerci sotto il regno di Timur, che sposò la sorella del governatore di Kabul. Quando il potere dei Timuridi svanì, la città venne conquistata nel 1504, e fatta sua capitale da Babur e successivamente dai sovrani Mughal. Haidar, un poeta indiano che la visitò in quel periodo scrisse: «Cenare e bere a Kabul: è montagna, deserto, città, fiume e tutto il resto».
Nadir Shah della Persia la catturò nel 1738. Durante la metà del XVIII secolo Amid Shah Durrani assurse al potere in Afghanistan, riaffermando il dominio afgano. Nel 1772 suo figlio Timur Shah ne ereditò il potere e rese Kabul la sua capitale, anche se il suo impero iniziò a sgretolarsi.
Nel 1826 il trono fu reclamato da Dost Mohammed, ma venne preso dall'esercito britannico nel 1839, che insediò l'impopolare Shah Shuja. Il 1841 vide una sollevazione locale che massacrò sia la missione britannica sia l'esercito in ritirata a Jalalabad. L'anno seguente i britannici tornarono, saccheggiando Bala Hissar per vendetta, prima di ritirarsi in India. Dost Mohammed si riprese il trono.

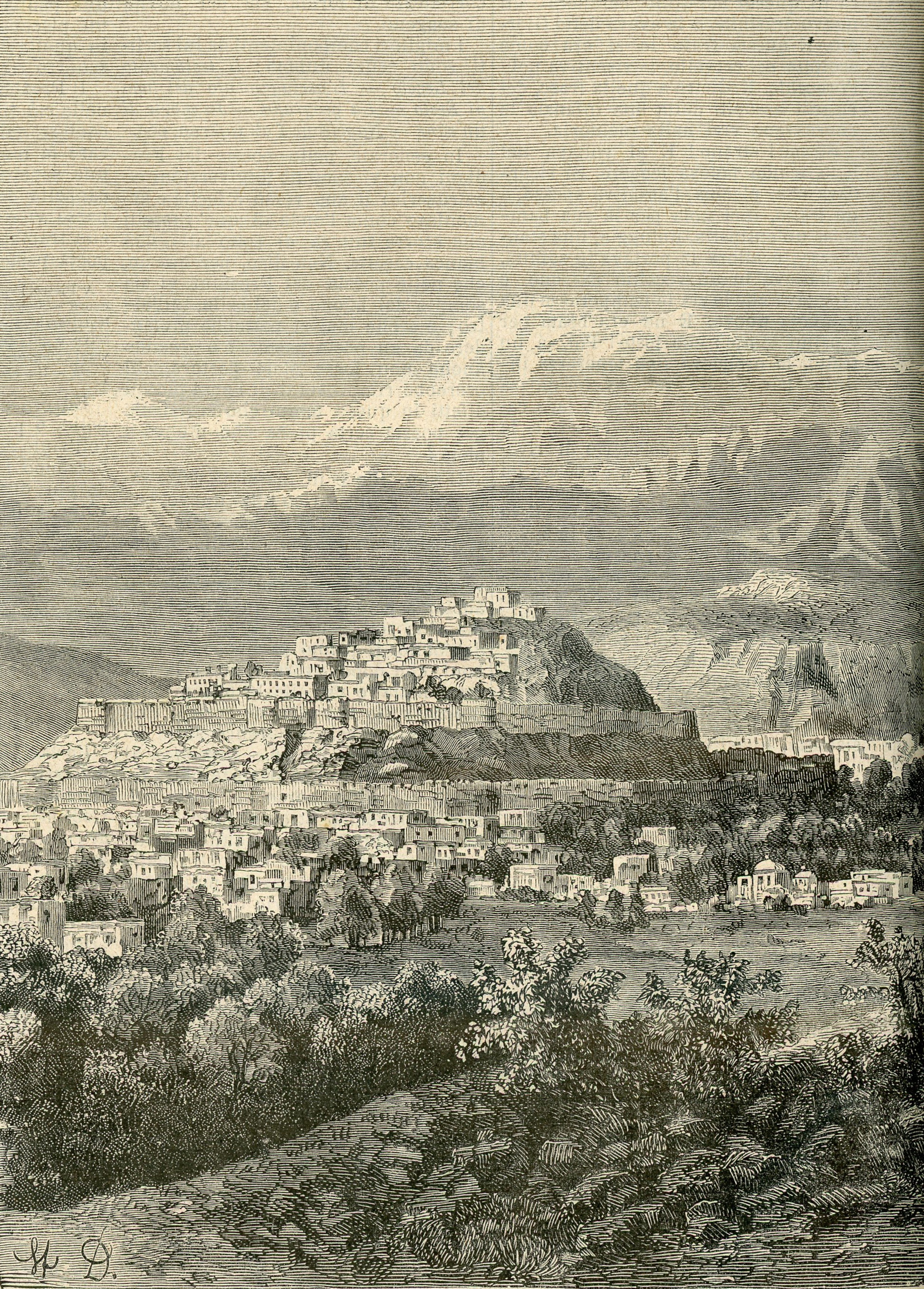
Kabul in una veduta del 1885

I britannici tornarono nuovamente nel 1878 quando la città era sotto il governo di Shėr ʿAlī Khān, ma i suoi residenti vennero massacrati di nuovo. L'esercito britannico si presentò ancora nel 1879, guidato dal gen. Roberts, distruggendo parzialmente Bala Hissar, prima di ritirarsi in India. Ad Amir Abdur Rahman fu affidato il controllo della nazione.
All'inizio del XX secolo il trono era retto da re Amanullah. Le sue riforme portarono all'elettrificazione del Paese e all'istruzione per le ragazze. Guidava una Rolls-Royce e viveva in un palazzo a Darulaman, nella parte sud-ovest di Kabul. Nel 1919 Amanullah annunciò l'indipendenza dell'Afghanistan, dopo la terza guerra anglo-afgana. Nel 1928, Habibullāh Kalakāni, conosciuto con il soprannome di Bacha-i-Saqao, un ribelle tagiko, depose Amanullah e terrorizzò Kabul per nove mesi, autoproclamandosi Emiro dell'Afghanistan, fin quando Mohammed Nadir Shah, fratellastro di Amanullah, ne riprese il controllo. Nel 1932 venne aperta l'Università di Kabul. Dopo il 1940, la città iniziò a crescere come centro industriale, e negli anni cinquanta le strade della città vennero asfaltate con l'aiuto dell'Unione Sovietica.

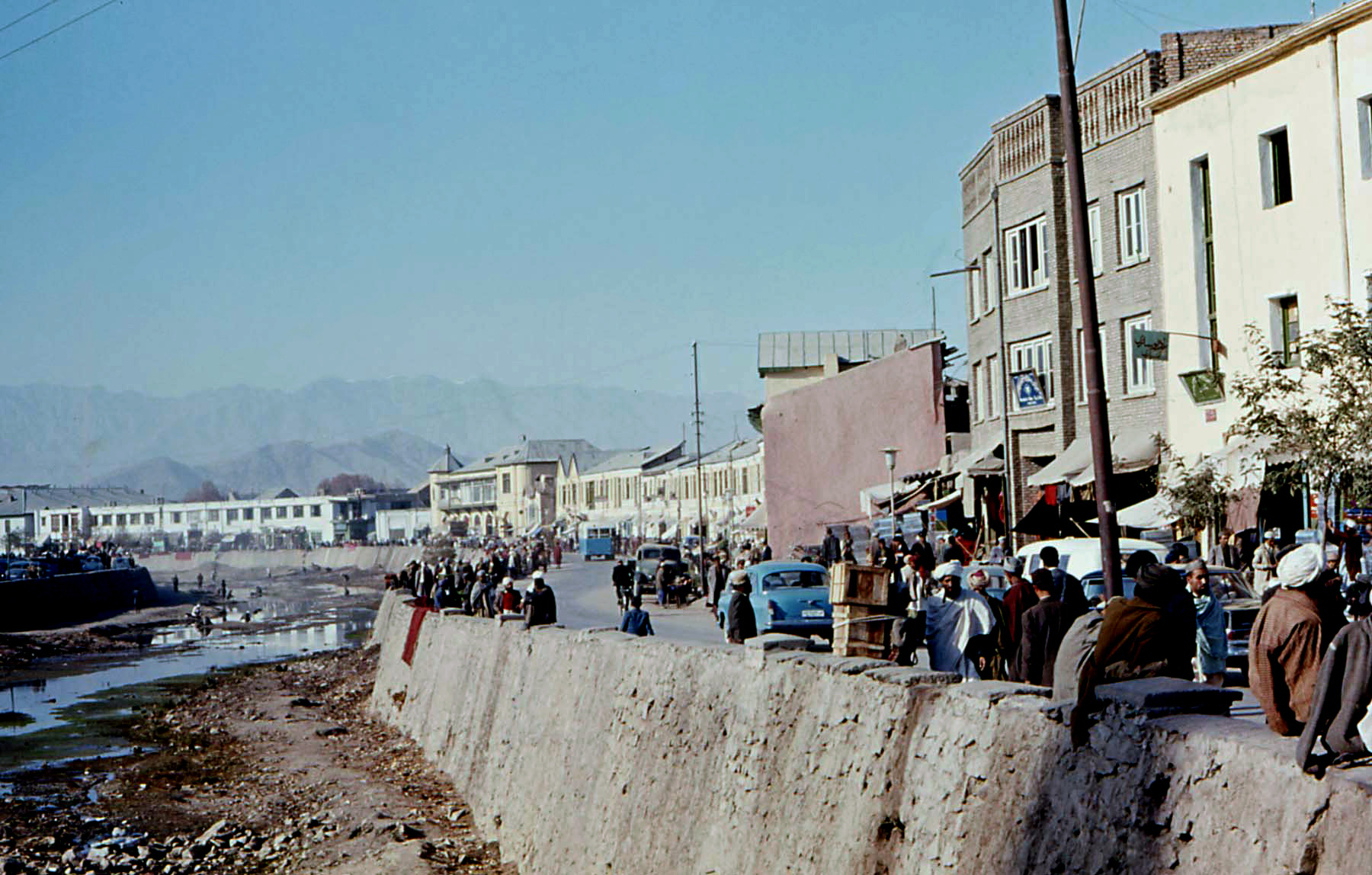
Le rive del fiume al centro di Kabul nel 1966

Negli anni sessanta, Kabul sviluppò un ambiente cosmopolita. Nel 1967 venne inaugurato lo Zoo di Kabul, gestito con l'aiuto di zoologi tedeschi; si concentrava sulla fauna afgana. Nel 1973 mentre il re Muḥammad Ẓāhir Shāh si trovava in Italia per un controllo medico, suo cugino Mohammed Daoud Khan mise in atto un colpo di Stato e stabilì un governo repubblicano, di cui divenne Primo Ministro. Ẓāhir Shāh fu costretto ad abdicare, sancendo così la fine definitiva della monarchia in Afghanistan. Nel 1975 un sistema di filobus costruito con l'aiuto dei cecoslovacchi forniva trasporto pubblico attraversando la città da est a ovest.

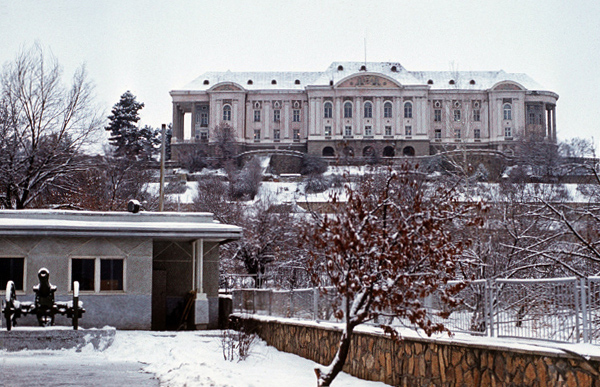
Il palazzo di Taj Beg, quartier generale delle truppe sovietiche durante l'occupazione dell'Afghanistan

Dopo l'invasione sovietica dell'Afghanistan, l'URSS occupò la città, il 23 dicembre 1979, trasformandola nel suo centro di comando per i dieci anni del conflitto tra il governo filo-sovietico e i ribelli mujaheddin. L'ambasciata statunitense di Kabul venne chiusa il 30 gennaio 1989. Kabul cadde nelle mani della guerriglia dopo il crollo del governo di Mohammad Najibullah (1992). Mentre queste forze si dividevano in fazioni rivali, la città soffriva sempre più.
A quell'epoca la Jāmiʿat-e Islāmī (Concilio Islamico Afgano) di Burhanuddin Rabbani deteneva il potere ma l'Hezb-e Islami (Partito Islamico) del Primo Ministro titolare, Gulbuddin Hekmatyar, avviò quattro anni di bombardamenti dal sud della città, che durarono fino al 1996. Kabul era ormai divisa in fazioni, e i combattimenti tra la Jāmiʿat-e Islāmī, l'uzbeko Dostum e l'Ḥezb-e Waḥdat (Partito dell'Unità) Hazara continuarono. Decine di migliaia di civili persero la vita e altrettanti fuggirono come rifugiati.
Kabul fu conquistata dai Talebani nel settembre 1996, questi linciarono pubblicamente l'ex-presidente Najibullah, repressero la popolazione colta della città e spostarono in pratica la capitale a Kandahar. I Talebani abbandonarono la città il 12 novembre 2001 a causa degli intensi bombardamenti statunitensi, e Kabul finì sotto il controllo dell'Alleanza del nord. Dopo l'attacco Nato guidato dagli Stati Uniti, divenne la capitale dell'Amministrazione transitoria afgana. Attualmente - malgrado la precarietà interna - la ricostruzione della città sta attraendo milioni di dollari e numerosi investitori esteri, impegnati nel ripristino di vari servizi e attività, come i trasporti pubblici e il sistema finanziario.
La città è stata riconquistata il 15 agosto 2021 dai Talebani.

## Monumenti e luoghi d'interesse
La parte vecchia di Kabul è gremita di bazar annidati lungo le sue vie strette e intricate.
Tra i luoghi di interesse culturale e turistico si trovano: la tomba e i giardini di Babur, il mausoleo di Nadir Shah, il Minar-i-Istiqlal (faro dell'indipendenza) costruita nel 1919 dopo la terza guerra afgana, la tomba di Timur Shah, e alcune importanti moschee, tra cui la Moschea Shah Do Shamshera. Inoltre il Museo di Kabul, il Museo nazionale afgano, il Palazzo Darul Aman (sede del governo), lo Zoo di Kabul, la Galleria nazionale afgana, l'Archivio nazionale afgano, il Museo Omar Mine, la Collina Bibi Mahroo, il Cimitero cristiano di Kabul, e i Giardini Paghman. Bala Hissar, un fortino distrutto dai britannici come rappresaglia per la morte dei loro inviati nel 1879, è stato restaurato ed è attualmente utilizzato come sede della locale accademia militare. Fuori dalla città vera e propria si trovano una cittadella e il palazzo reale. Le valli di Paghman e Jalalabad si estendono a nord e a est della città.

### Architettura

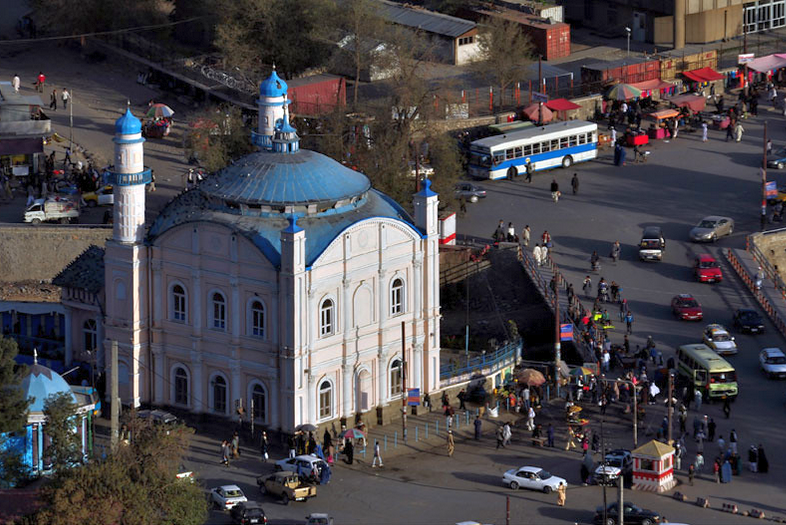
La Shah Do Shamshira, in stile barocco italiano

I vari stili architettonici che sono visibili nei monumenti di Kabul riflettono chiaramente i collegamenti della città con vari imperi e civiltà, in particolare con l'India, la Cina, la Persia e l'occidente.
Il minareto buddista di Chakari venne costruito durante l'era Kushan ed ha tracce di architettura greco-bactriana e ganhara. Con la conquista islamica della regione, Kabul conobbe nuovi stili che sono chiaramente visibili nel monumento più noto della città, i giardini di Babur che sono uno degli esempi meglio conservati di stile nell'abitato. L'imperatore Babur fece costruire inoltre altri sette giardini a Kabul all'epoca. Altro manufatto dell'era Babur è la moschea di Id Gah, realizzata con pietre provenienti dal Punjab e dal Sindh e disegnata da architetti persiani.

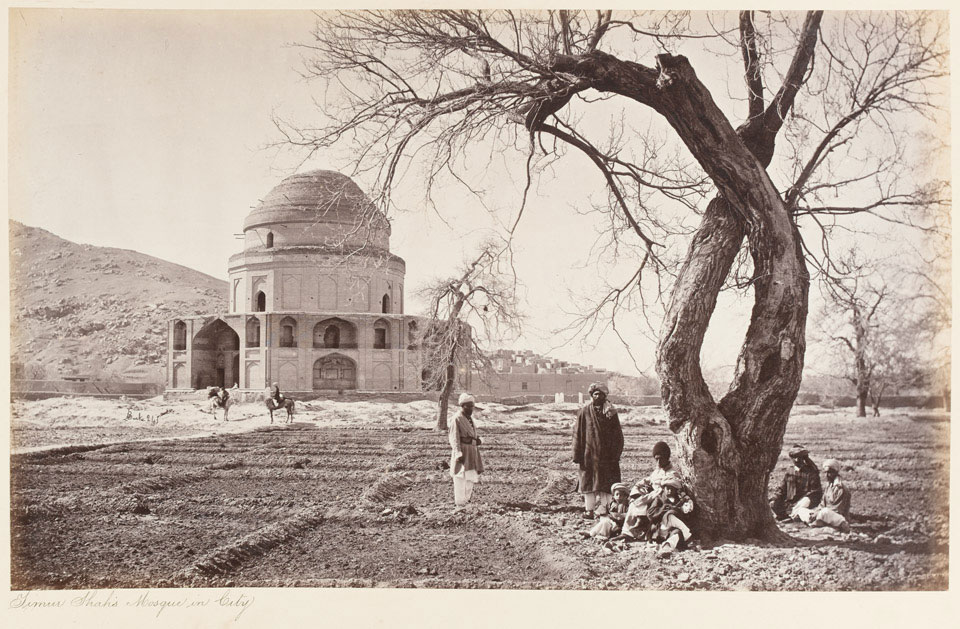
Tomba di Timur Shah Durrani (inizio del XIX secolo; ricostruzione)

L'ascesa di Ahmad Shah Durrani come regnante dell'Afghanistan portò dei cambiamenti anche a Kabul e la nazione, e di quest'epoca rimane ad esempio il mausoleo di Timur Shah Durrani che governò sino alla propria morte nel 1793, con la caratteristica forma ottagonale. Dopo la seconda guerra anglo-afghana, l'emiro Abdur Rahman Khan importò per la prima volta nella capitale locale diversi stili europei. Il palazzo Bagh-e Bala venne disegnato in un misto di stile moghul e inglese e rappresenta ancora oggi la prima variante locale rispetto ai tradizionali canoni dell'architettura afghana e islamica. Ad ogni modo tale stile si rifletteva unicamente all'esterno, mentre gli interni continuarono ad essere realizzati secondo schemi consolidati. Il palazzo Dilkusha con l'Arg fu la prima costruzione eretta da un architetto britannico. Anche la torre dell'orologio (del 1911 circa) venne costruita in stile inglese.
Negli anni '20 del Novecento, si diffusero nuovi stili ad opera di re Amanullah Khan che visitò l'Europa, in particolare Berlino e Parigi. Il Palazzo Darul Aman è uno dei migliori esempi di quest'epoca. La moschea Shah-Do Shamshira venne costruita insolitamente secondo gli stilemi dello stile barocco italiano. Il Taq-e Zafar a Paghman si basarono sempre su progetti architettonici europei.
Influenze esterne si sono avute anche nel XXI secolo con l'adozione di uno stile americano, ispirato dall'uso di facciate in vetro. Esempi di questo moderno stile occidentale sono il Kabul City Center ed il Golbahar Center. La struttura che accoglie l'Assemblea Nazionale Afghana, aperta nel 2015, ha elementi propri dell'architettura moghul e una delle cupole più grandi dell'intera Asia. La struttura che accoglie il ministero della difesa, è ispirato al Pentagono statunitense. La Kabul Markaz Tower, costruita nel 2020, è il primo edificio della città ad aver superato i 100 metri di altezza.

La tomba e i giardini di Babur
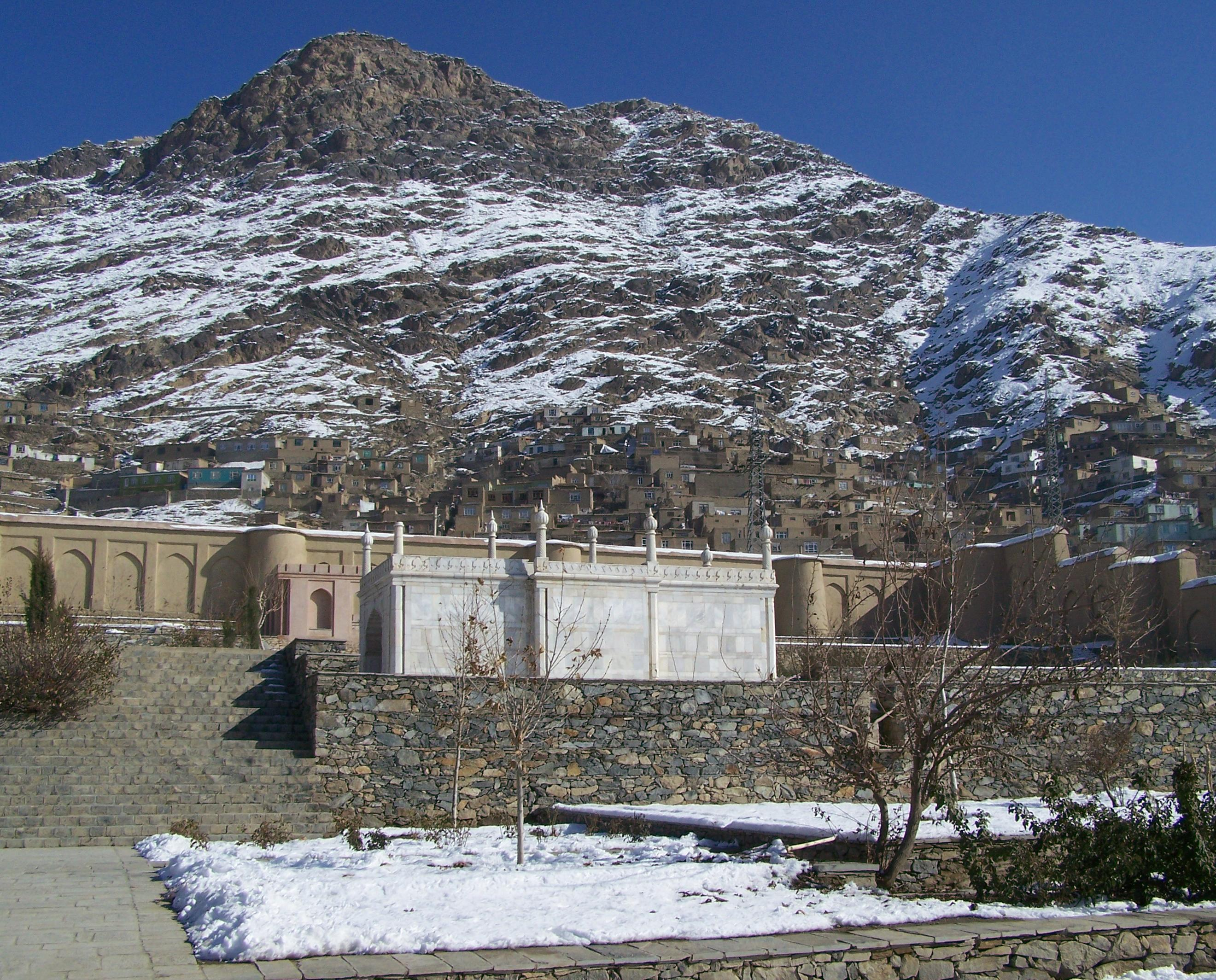
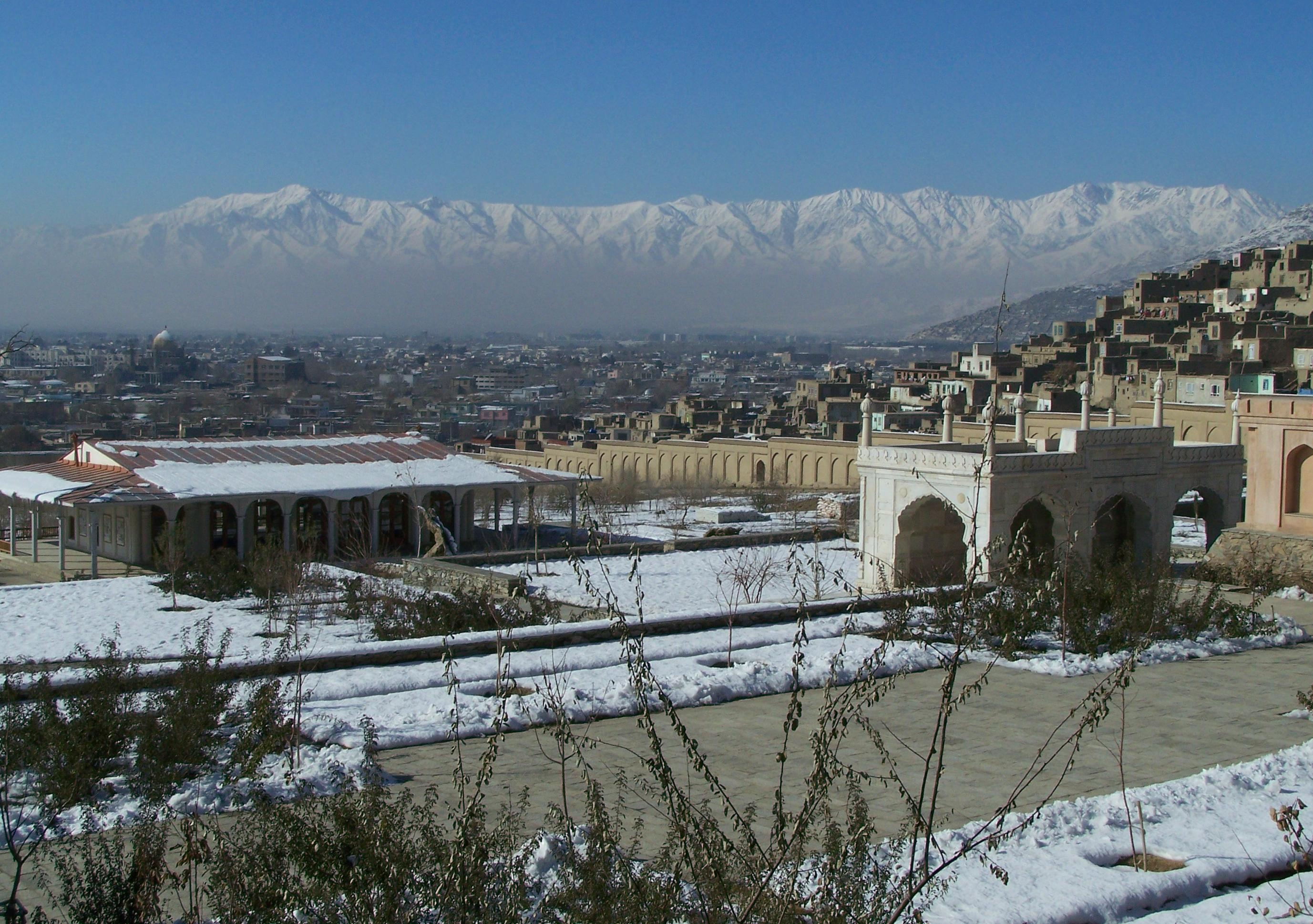
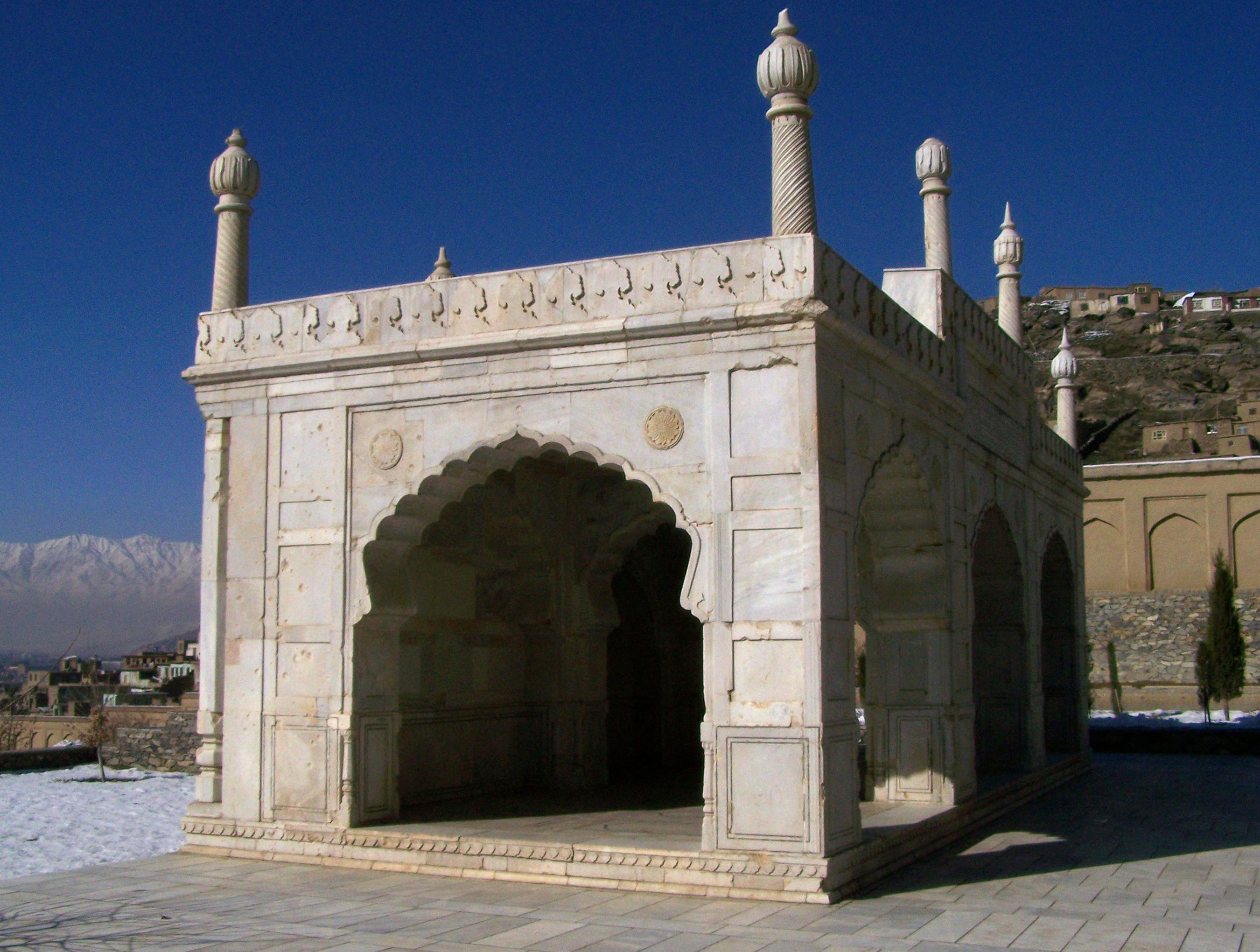
Moschea
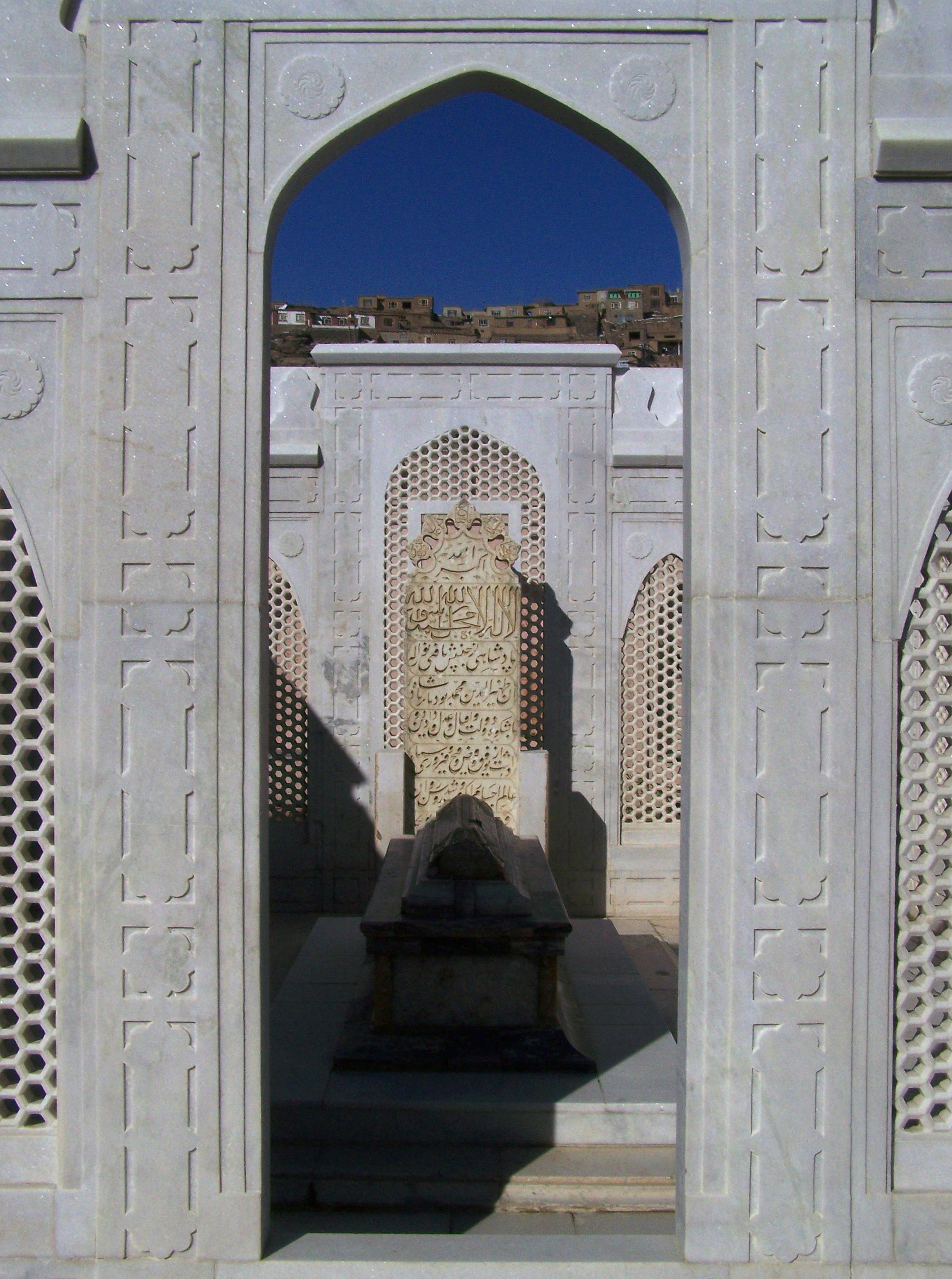
La tomba
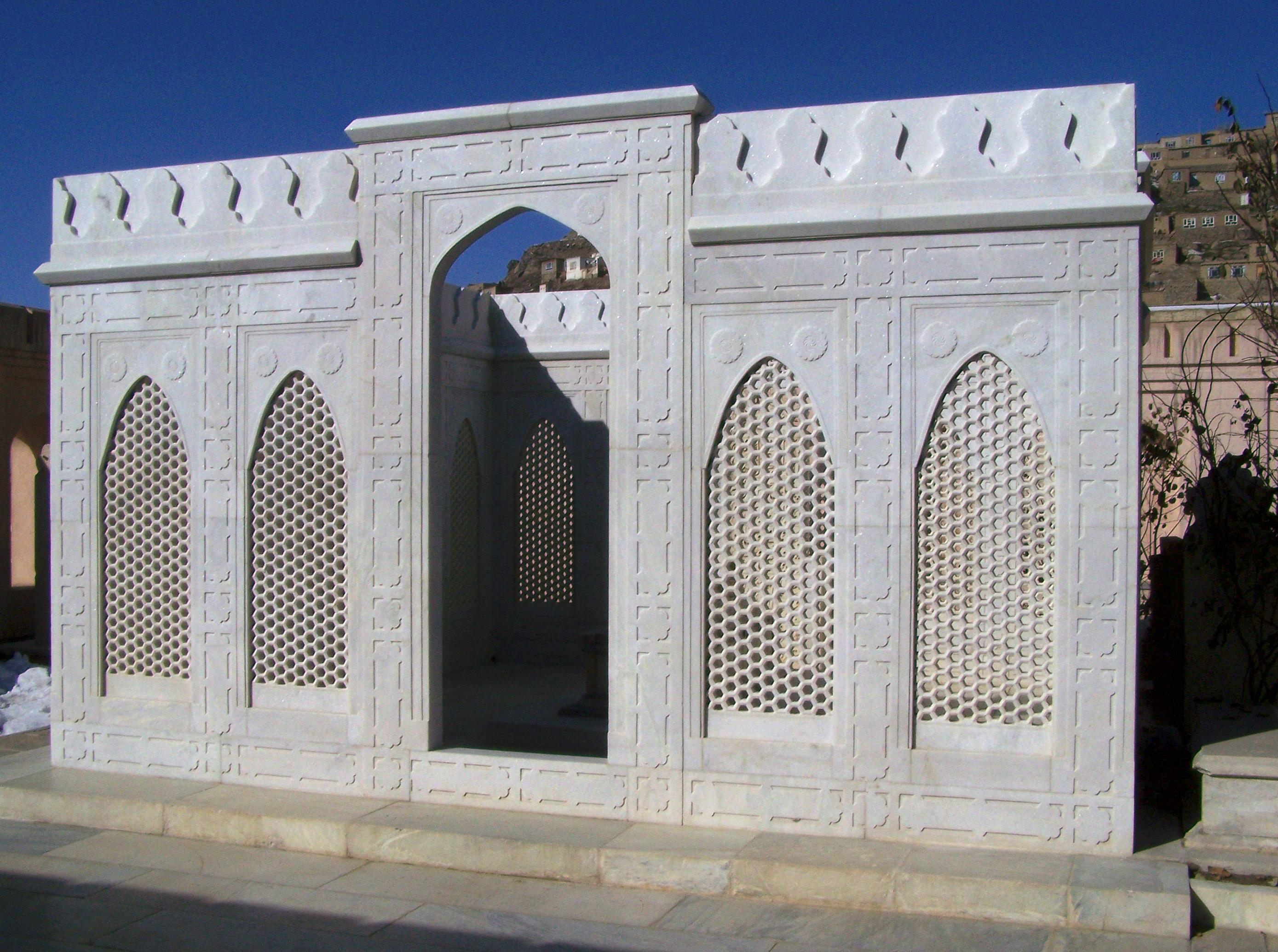

## Geografia antropica

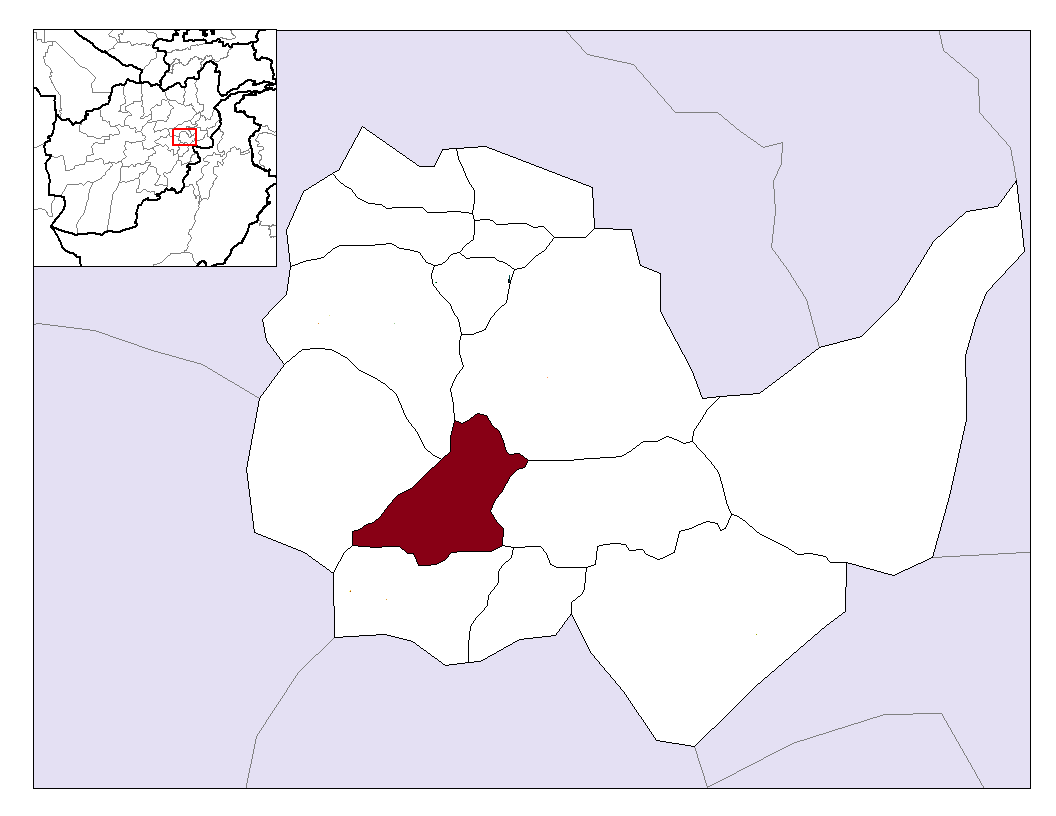
I distretti municipali della provincia di Kabul

La città di Kabul si trova nel distretto di Kabul, uno dei 15 distretti della provincia di Kabul. Come capitale provinciale, forma un municipio (shārwāli) che a sua volta è suddiviso in 22 distretti amministrativi o municipali (nāhia), che coincidono con altrettanti distretti di polizia. Il numero dei distretti della città è passato da 11 a 18 nel 2005 e poi a 22 nel 2010, andando ad esandere anche i confini della città stessa.
Il distretto 1 contiene gran parte della città vecchia. Il centro cittadino di Kabul è costituito dai distretti 2, 4 e 10. Nei distretti 3 e 6 si trovano i principali punti d'interesse e commerciali della città. Le parti nord ed ovest della città sono più urbanizzate di quelle a sud e ad est.

### Quartieri
Nord
- Bibi Mahro
- Khair Khana
- Qala'e Najara
- Sare Kotal

Nord-est
- Khwaja Rawash
- Macrorayan
- Qasaba
- Yaka Tut

Est
- Ahmad Shah Baba Meyna
- Tape Maranjan
- Rahman Baba Meyna
- Puli Charkhi
- Deh Sabz

Sud-est
- Shah Shaheed
- Qala'e Zaman Khan
- Karte Naw

Sud
- Shohada e Saliheen
- Qalacha
- Mirwais Meyna
- Waselabad
- Chihil Sutoon
- Char Qala

Sud-ovest
- Karte Seh
- Dashte Barchi
- Qala e Shada
- Rish khor

Ovest
- Karte Sakhi
- Khushal Khan Maina
- Company Kabul
- Fazel Baig
- Niaz Baig
- Mirwais Maidan

Nord-ovest
- Karte Parwan
- Taimani
- Badam Bagh
- Tai Maskan
- Qargha

Centro
- Kharabat Kabul
- Murad Khane
- Sherpur,
- Wazir Akbar Khan
- Qala'e Fatullah
- Share Naw
- Shor Bazar
- Shash Darak
- Jada e Maiwand

## Evoluzione demografica

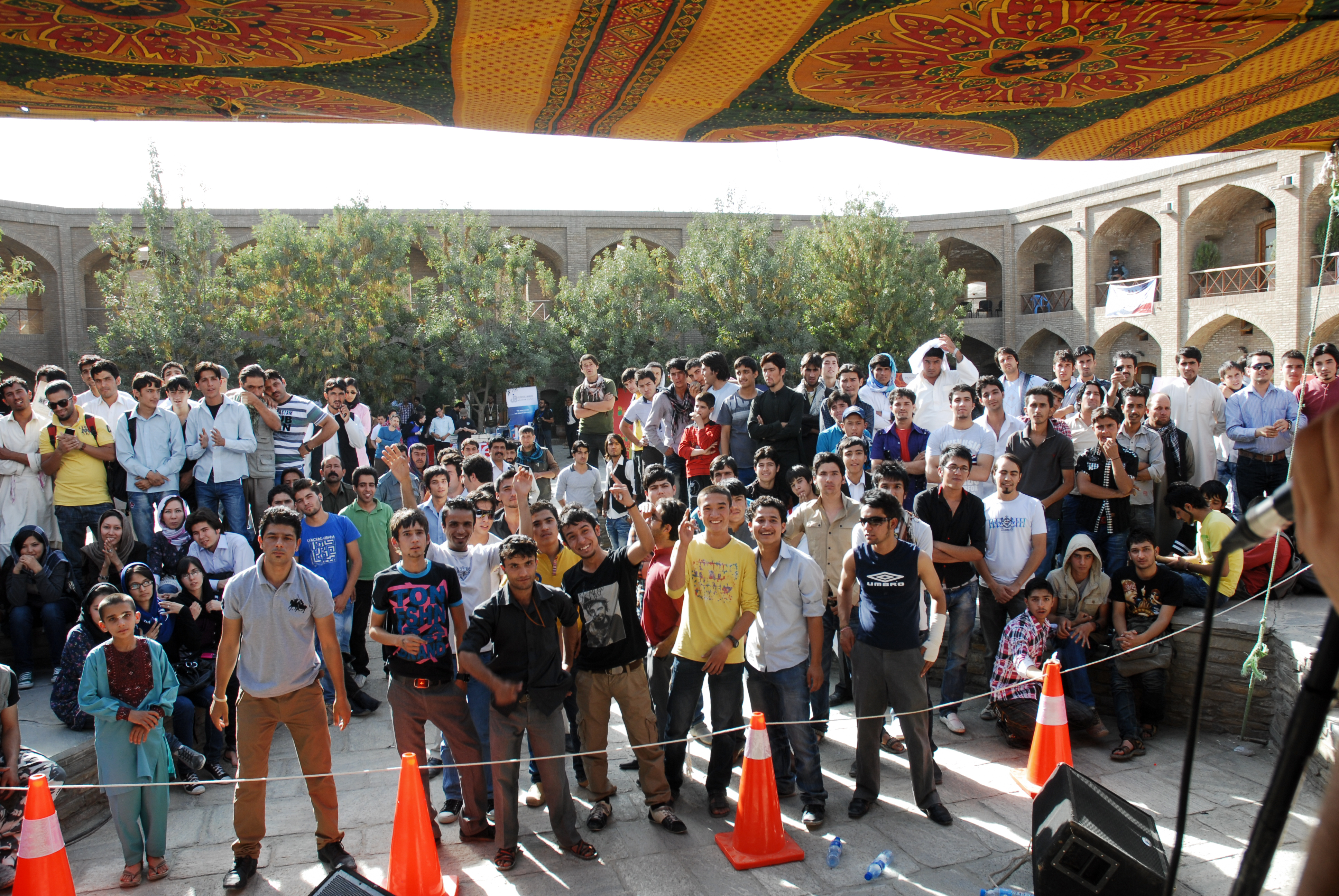
Giovani afghani ad un festival rock nei Bagh-e Babur

La popolazione di Kabul era nel 2020 di 4.600.000 persone. La popolazione della città ha fluttuato nei propri valori per via delle guerre. La mancanza di un vero e proprio censimento, porta la popolazione ad essere stimata nelle proprie dimensioni.
Nel 1700, la città aveva circa 10.000 abitanti, passati poi a 65.000 nel 1878, a 120.000 nel 1940.Gli abitanti sono saliti a circa 500.000 nel 1979, quando erano solo 337.715 nel 1976. Gli abitanti sono saliti nuovamente a 1.500.000 nel 1988, per poi scendere drammaticamente negli anni '90 del Novecento. Kabul è divenuta un caso internazionale per essere stata una delle città a crescita più veloce del mondo, quadruplicando i propri residenti tra il 2001 ed il 2014. Questo fatto venne dovuto in parte al ritorno dei rifugiati dopo la caduta del regime dei talebani, ed in parte per cause sempre riconducibili alla guerra che hanno spinto la popolazione verso la capitale e per la ricerca di lavoro. La rapida urbanizzazione ha portato spesso alla creazione di insediamenti al limite dell'ammissibile. Alcune case sono ancora oggi costruite con mattoni di fango e non dispongono di acqua potabile o di elettricità e, per quanto illegali, vengono ampiamente tollerati dalle autorità per la povertà della popolazione che le costruisce.

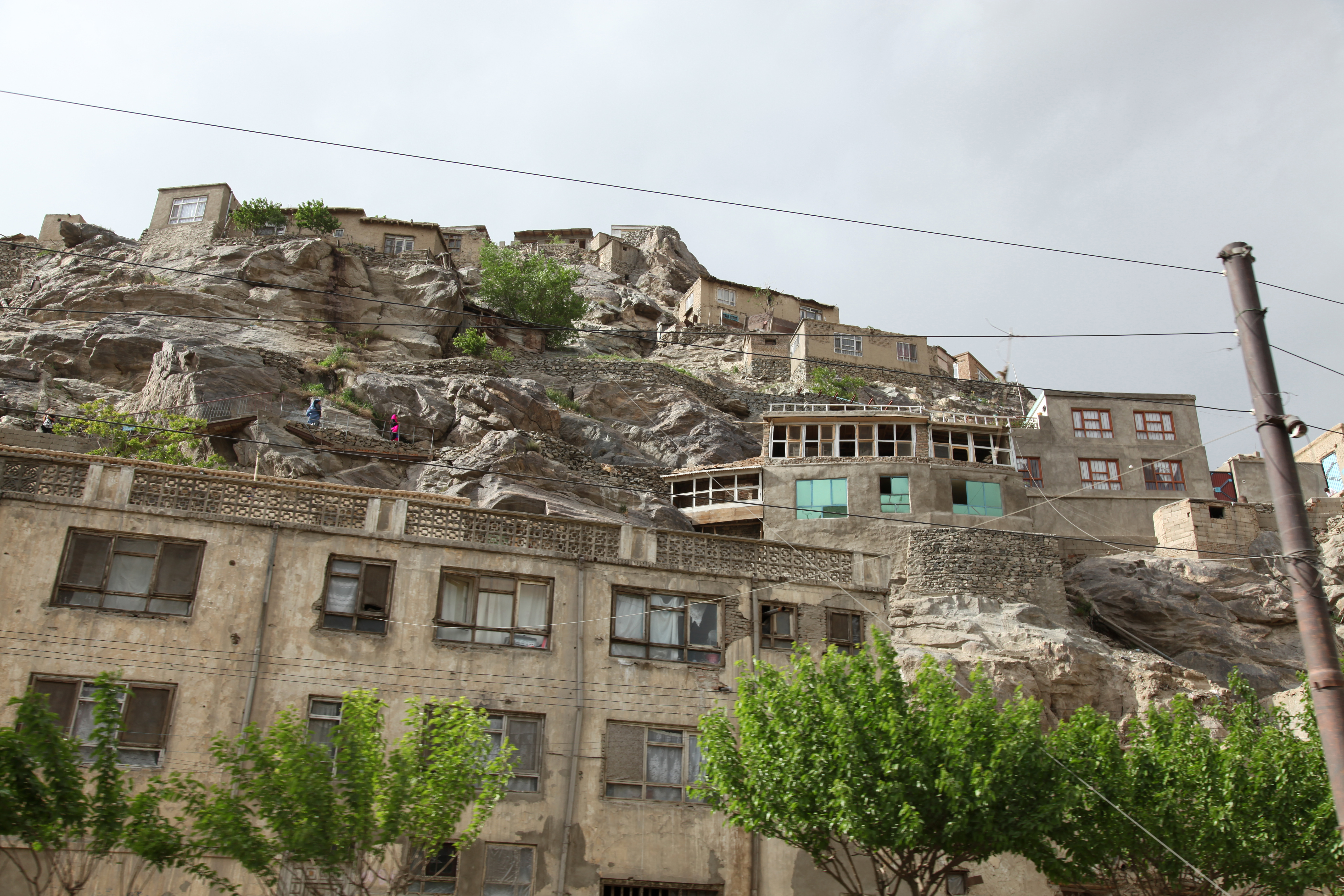
Case costruite addossate alle aree montuose attorno a Kabul

Kabul è la città più diversa a livello etnico dell'intero paese, con una popolazione che include afghani provenienti da tutto il paese. Nel 1525, Babur così descriveva l'area nelle sue memorie:
Circa il 45% della popolazione di Kabul è tagica. Un quarto è kazara, un 25% è di etnia pashtun e vi sono delle minoranze etniche come i balochi, gli uzbechi, i turkmeni e gli indo-afghani.
Quasi tre quarti della popolazione di Kabul segue l'islamismo sunnita, mentre circa il 25% dei residenti si definiscono sciiti. Tra le altre religioni presenti si contano il sikhismo e l'induismo.
(Baburnama,1525)

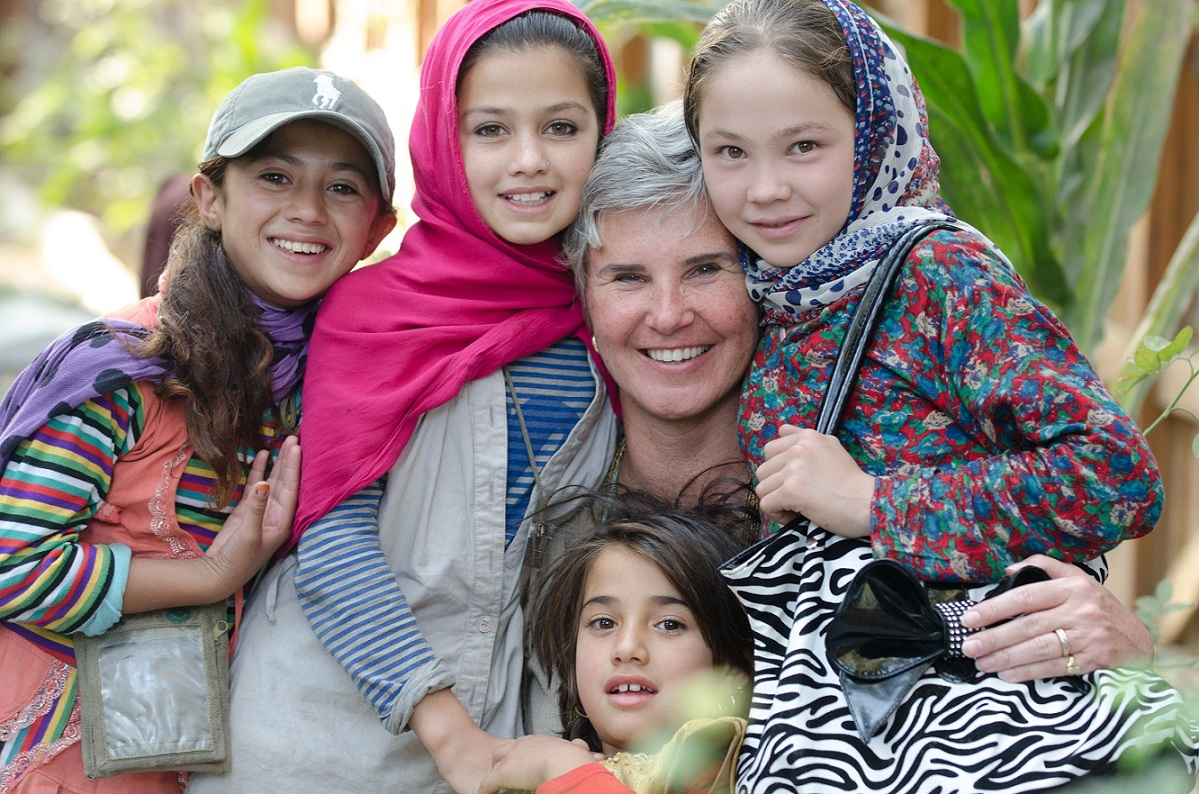
Ragazzine afghane a Kabul nel 2012

Oltre ai pashtun, ai tagichi ed alla comunità hazara, la maggioranza della popolazione è composta da uzbechi, turkmeni, kuchi, qizilbash, hindi, sikh e altri gruppi. Il resto della provincia di Kabul, ad ogni modo, è dominato dai gruppi pashtun e tajiki. Il dari (persiano) è utilizzato come lingua franca nell'intera regione.

## Società

### Evoluzione demografica
Abitanti stimati (migliaia)

## Infrastrutture e trasporti

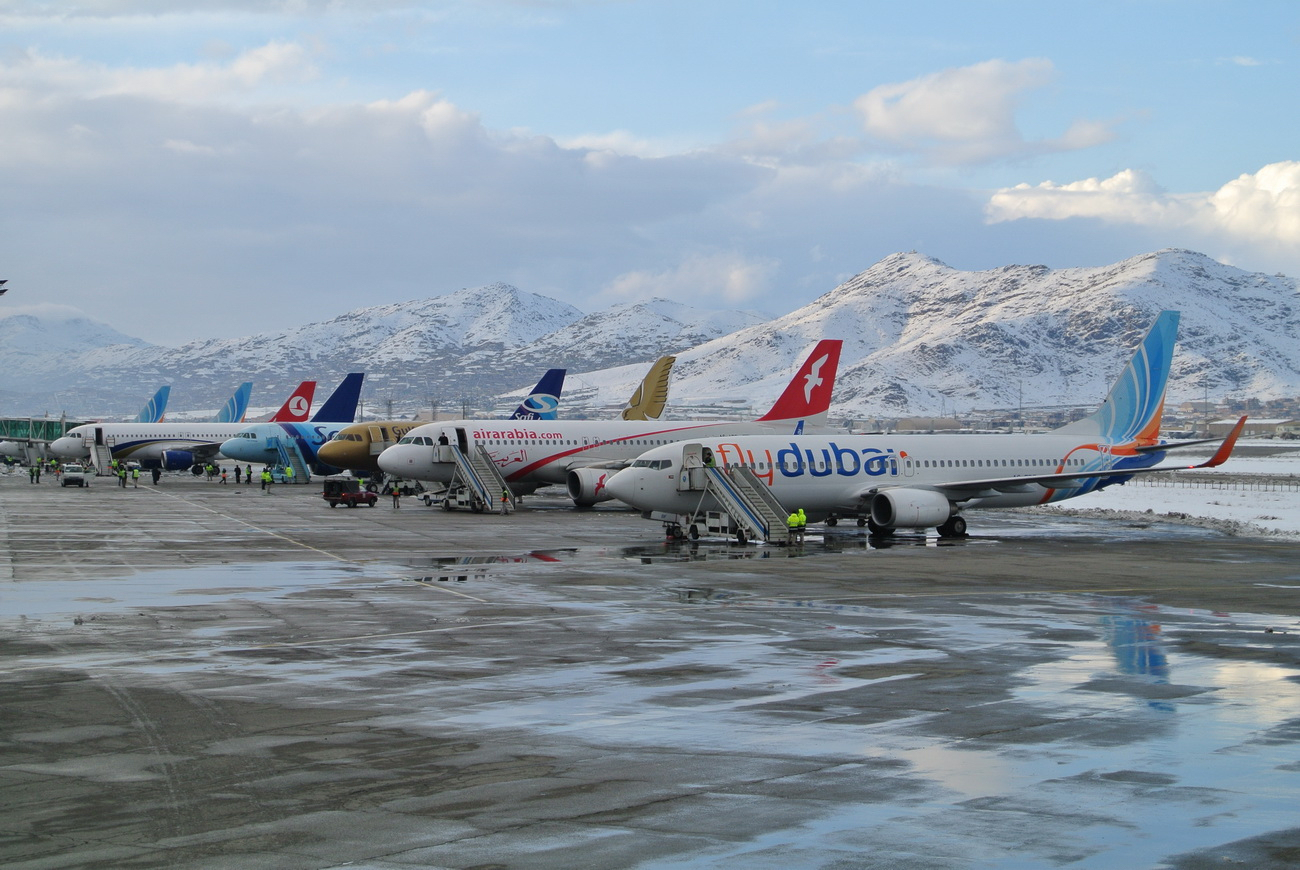
Aerei all'Aeroporto internazionale di Kabul, 2012

Kabul non dispone di una propria rete ferroviaria, dato il terreno impervio.

### Aeroporti
L'Aeroporto Internazionale di Kabul si trova a 25 chilometri dal centro cittadino di Kabul, ed è il principale aeroporto del paese. Esso è la sede dell'Ariana Afghan Airlines oltre che di compagnie private come Afghan Jet International, East Horizon Airlines, Kam Air, Pamir Airways e Safi Airways. Linee aeree regionali come Air India, SpiceJet, flydubai, Emirates, Gulf Air, Mahan Air, Pakistan International Airlines, Turkish Airlines e altre hanno i loro uffici all'aeroporto.

### Strade

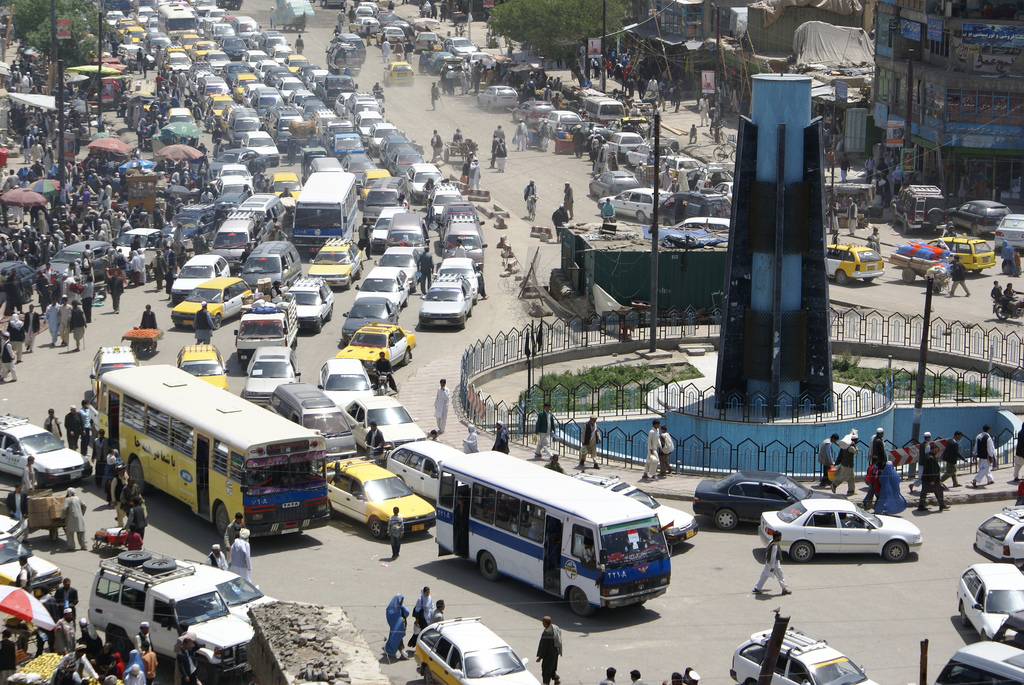
Il traffico nel centro di Kabul nel 2013

L'autostrada AH76 (o Kabul-Charikar) unisce Kabul con le città a nord di Charikar, Pol-e Khomri e Mazar-i-Sharif (310 chilometri in tutto), con strade che conducono a Kunduz (250 chilometri). La AH77 conduce ad ovest passando nella provincia di Bamiyan (150 chilometri) e Chaghcharan nelle montagne centrali dell'Afghanistan. A sudovest, la Kabul-Ghazni passa per Ghazni (130 chilometri) e Kandahar (460 chilometri). A sud, la Kabul-Gardez unisce la capitale con Gardez (100 chilometri) e Khost. A est, la Kabul-Jalalabad si porta sino a Jalalabad (120 chilometri) ed attraversa il confine a Peshawar.
Gran parte delle strade nel centro di Kabul terminano in piazze o rotonde (char-rahi). La piazza principale è la Pashtunistan Square (che prende il nome dal Pashtunistan), con una grande fontana al centro e posta nei pressi del palazzo presidenziale, vicino alla sede della Banca Centrale e di altri punti focali della città. Il Massoud Circle si trovava nei pressi dell'ambasciata statunitense e disponeva di una strada che conduceva direttamente all'aeroporto. Nella città vecchia, il centro era rappresentato dal Sar-e Chawk e tutte le strade vi conducevano.
La crescita della popolazione nel XXI secolo ha portato a problemi di traffico nella città. Per risolvere in parte queste problematiche, è stato costruito un anello esterno alla città di 95 km al costo di 110.000.000 di dollari nel 2017. La costruzione venne terminata in cinque anni, partendo da Char Asiab e passando poi per Ahmad Shah Baba Mina, Deh Sabz, per la AH76, Paghman e quindi tornando a Char Asyab. È stato quindi creato anche un nuovo servizio di trasporti pubblici che ha aperto i battenti nel 2018.
La città dal 2014 ha iniziato la costruzione di nuovi marciapiedi per la circolazione dei pedoni in sicurezza, un sistema di drenaggio, uno di illuminazione e nuove asfaltature per la superficie delle strade cittadine.

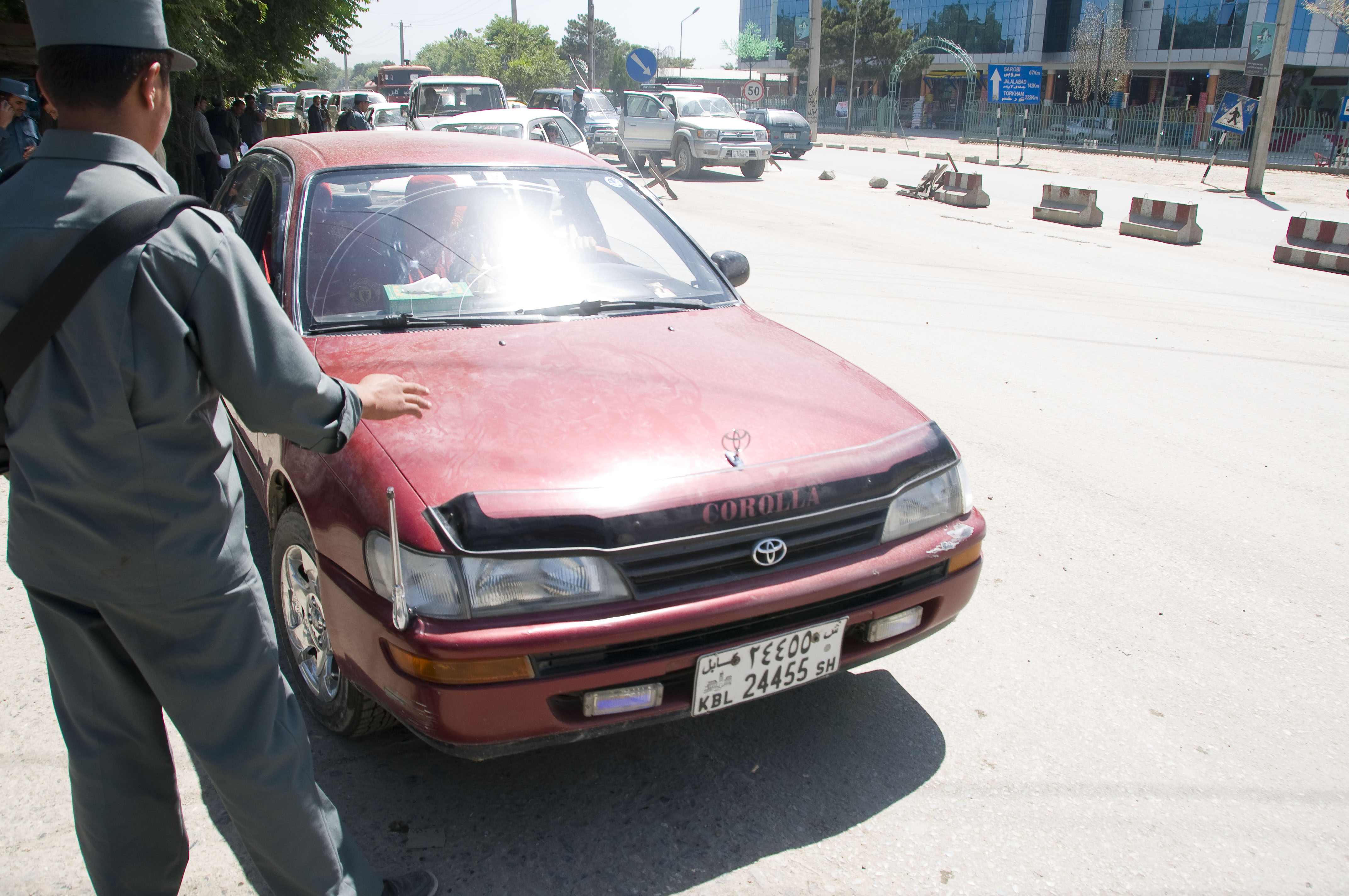
Un punto di controllo di sicurezza in città nel 2010

Nel 2002 a Kabul vi erano circa 700.000 automobili private.

### Trasporti pubblici
I taxi a Kabul sono contraddistinti dall'uso dei colori bianco e giallo.
Il servizio pubblico di bus della città (Millie Bus / "National Bus") è stato aperto negli anni '60 del Novecento e impiega ad oggi circa 800 mezzi. Sino al 1992 erano in uso dei filobus prodotti dalla Škoda in Cecoslovacchia. Attualmente sono in uso dei veicoli costruiti dall'americana IC Bus.

## Economia

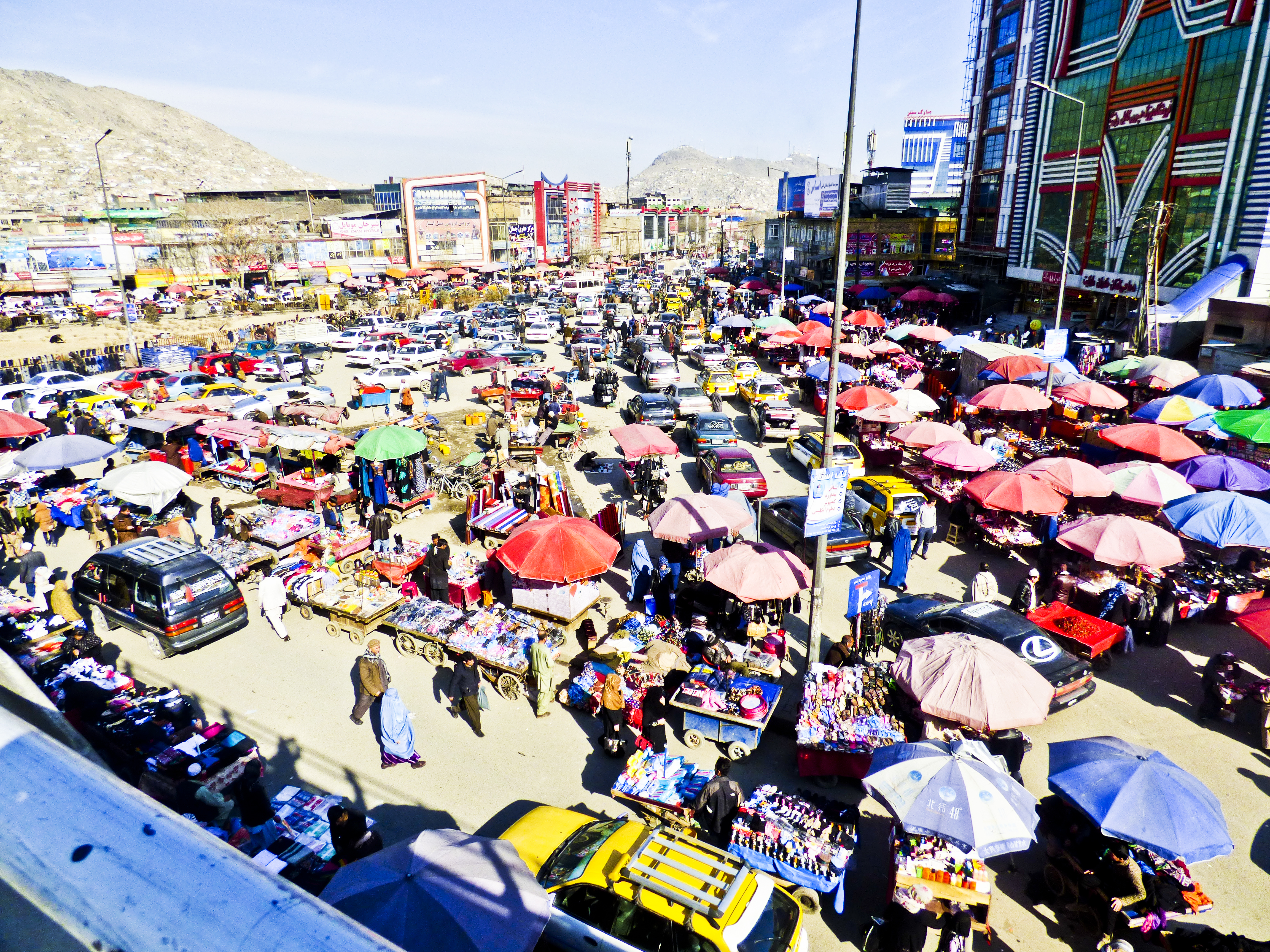
Un mercato nel centro storico di Kabul

I principali prodotti di Kabul comprendono frutta fresca e secca, frutta a guscio, bevande, tappeti afgani, prodotti in pelle e pecora, mobili, repliche antiche e abiti domestici. La Banca Mondiale ha autorizzato il progetto da 25 milioni di dollari per la ricostruzione urbana della città, concluso nel 2011. Negli ultimi dieci anni gli Stati Uniti hanno investito circa 9,1 miliardi di dollari nelle infrastrutture urbane afgane.
Il principale centro industriale di Kabul è posto nel 9º distretto, sulle rive settentrionali del fiume Kabul, nei pressi dell'aeroporto, a circa 6 chilometri dal centro città, nell'area di Bagrami, dove sorge un'area industriale di 9 ettari che accoglie le principali sedi economiche di aziende che in loco garantiscono il mantenimento delle strade pubbliche dell'area, la gestione di aree comuni, parcheggi, una sicurezza perimetrale h24, controlli di veicoli e persone all'accesso. Tra le aziende più famose che qui dispongono di una loro sede vi è indubbiamente un impianto di imbottigliamento della Coca Cola e la fabbrica di succhi Omaid Bahar.
La Da Afghanistan Bank, la banca nazionale afghana, ha la propria sede a Kabul. Inoltre vi sono le sedi di altre banche commerciali in tutta la città.
Secondo Transparency International, nel 2010 governo dell'Afghanistan era il terzo più corrotto del mondo.

## Comunicazioni e media

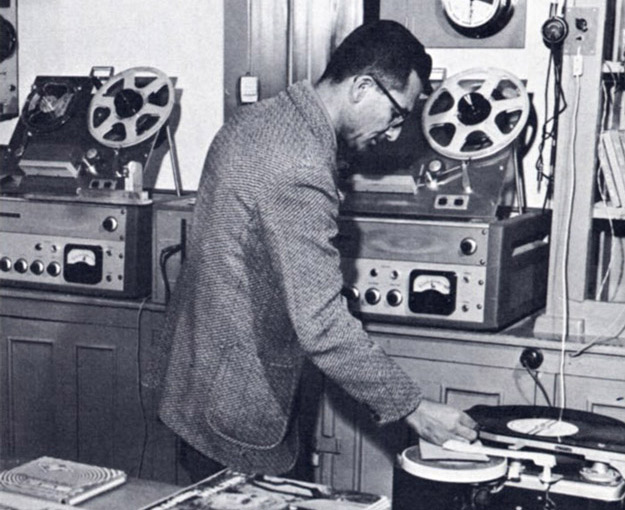
Studio di Radio Kabul negli anni '50 del Novecento

Al novembre 2015, vi erano più di 24 centri televisivi di base a Kabul. Le principali trasmittenti TV si trovano sulla sommità del Koh-e Asamai.
Le principali compagnie telefoniche sono Afghan Wireless, Etisalat, Roshan, MTN e Salaam. Nel novembre del 2006, il ministero delle comunicazioni afghano ha siglato un accordo da 64.500.000 di dollari con ZTE per installare un cablaggio di fibra ottica e migliorare le connessioni telefoniche, internet, televisive e radiofoniche non solo a Kabul ma in tutta l'area.
Fino alla conquista talebana erano attivi servizi di consegna gestiti da FedEx, TNT N.V. e da DHL.

## Cultura

### Istruzione
Kabul dispone di un'università (fondata nel 1931), e diversi istituti superiori.

## Cinema e teatro
Kabul aveva un tempo 23 cinema, ma attualmente ne ha solo 4, incluso l'Ariana Cinema, di proprietà statale. Il declino del cinema in Afghanistan è iniziato negli anni '90 del Novecento, sia a causa delle guerre e dei regimi oppressivi alternatisi al governo dello stato. Il Nandari, o Teatro Nazionale di Kabul, era uno dei teatri più grandi dell'Asia prima della sua distruzione durante la guerra civile, dopo la quale non venne più ricostruito.

## Sanità pubblica
Kabul dispone di 13 tra ospedali e centri di cura ma, come nel resto dell'Afghanistan, la sanità pubblica si presenta relativamente povera. Gli Afghani più ricchi solitamente si portano all'estero per sottoporsi a cure specifiche.

## Amministrazione

### Gemellaggi
Kabul è gemellata con:
- Istanbul, dal 1992[60]
- Ankara, dal 2003[61]
- Kazan', dal 2005[62]
- Omaha, dal 2003[63]
- Kansas City (Missouri), dal 2018[64]